# (113202) Kisslászló
(113202) Kisslászló est un astéroïde de la ceinture principale.

## Description
(113202) Kisslaszlo est un astéroïde de la ceinture principale. Il fut découvert le 7 septembre 2002 à Piszkesteto par Krisztián Sárneczky. Il présente une orbite caractérisée par un demi-grand axe de 3,20 UA, une excentricité de 0,11 et une inclinaison de 10,0° par rapport à l'écliptique.

## Compléments